# Ornithomya gigantea
Ornithomya gigantea är en tvåvingeart som beskrevs av Bear och Amnon Freidberg 1995. Ornithomya gigantea ingår i släktet Ornithomya och familjen lusflugor.
Artens utbredningsområde är Israel. Inga underarter finns listade i Catalogue of Life.